# Acouce
Acouce era, em 1747, um pequeno lugar do termo da freguesia de São Pedro de Vila-Seca, Arcediago de Penela, Bispado, Comarca e termo da cidade de Coimbra, Província da Beira Baixa. Era este lugar do domínio e senhorio do cabido da Sé de Coimbra, pagando-se ao deão um jantar cada ano, costume que vinha de tempo imemorial. Tinha trinta e seis moradores.
Perto deste lugar havia uma ermida dedicada a São João Baptista. Recolhiam os seus moradores de todos os frutos, e em maior abundância trigo, milho, azeite e vinho.